# Кудрявцевское сельское поселение
Кудря́вцевское се́льское поселе́ние — муниципальное образование в составе Торопецкого района Тверской области.
Центр поселения — деревня Озерец.
Образовано в 2005 году, включило в себя территории Кудрявцевского и Лужницкого сельских округов.

## Географические данные
- Нахождение: западная часть Торопецкого района
  - Граничит:
    - на севере — с Плоскошским СП
    - на востоке — с Пожинским СП, Подгородненским СП и Скворцовским СП
    - на юге — с Псковской областью, Куньинский район
    - на западе — с Псковской областью, Великолукский район

Основные реки — Кунья (по границе) и её притоки: Губенка (с притоком Мещена), Свирица, Добша и Черность.

## Экономика
На территории поселения действовали совхозы «Лужницкий» и «Кудрявцевский».

## Население
| 2010 | 2011 | 2012 | 2013 | 2014 | 2015 | 2016 |
| ---- | ---- | ---- | ---- | ---- | ---- | ---- |
| 433  | ↘429 | ↘412 | ↗417 | ↘406 | ↗409 | ↘408 |
| 2017 | 2018 | 2019 | 2020 | 2021 |      |      |
| ↘373 | ↘346 | ↘304 | ↘299 | ↘233 |      |      |

Национальный состав: русские, раньше часть населения составляли латыши и эстонцы, переселившиеся сюда из Прибалтики в конце XIX — начале XX веков.
По состоянию на 1928 год на территории поселения проживал 9 561 человек (5030 в Кудрявцевском сельсовете и 4531 в Лужницком сельсовете).

## Населенные пункты
На территории поселения находятся 24 населенных пункта:
| №  | Населённый пункт | Тип     | Население |
| -- | ---------------- | ------- | --------- |
| 1  | Беляево          | деревня | 37        |
| 2  | Василево         | деревня | 1         |
| 3  | Ватолиха         | деревня | 21        |
| 4  | Выдры            | деревня | 30        |
| 5  | Вязы             | деревня | 20        |
| 6  | Заборье          | деревня | 8         |
| 7  | Кубаниха         | деревня | 0         |
| 8  | Лахны            | деревня | 1         |
| 9  | Мандусово        | деревня | 18        |
| 10 | Метлино          | деревня | 13        |
| 11 | Мишково          | деревня | 8         |
| 12 | Носово           | деревня | 1         |
| 13 | Озерец           | деревня | ↘142      |
| 14 | Оськино          | деревня | 7         |
| 15 | Рожново          | деревня | 0         |
| 16 | Рокотово         | деревня | 29        |
| 17 | Самсоново        | деревня | 18        |
| 18 | Семенцево        | деревня | 24        |
| 19 | Старинка         | деревня | 6         |
| 20 | Тереховка        | деревня | 1         |
| 21 | Фатеево          | деревня | 8         |
| 22 | Шухово           | деревня | 0         |
| 23 | Юханово          | деревня | 6         |
| 24 | Яшутино          | деревня | 26        |

### Бывшие населенные пункты
В 1998 году исключены из учётных данных деревни Акинишино, Гритьково, Зеленьки и Савкино.

Ранее исчезли деревни: Гирнево, Едриково, Зенково, Зуи-Исачково, Кашуты, Луговицы, Морозово, Негрыш, Новоселье, Русаново, Сухая Горка, Тарарыгино, Филиппово, Чихачи, Шевели, Шишлово и другие.

Деревня Петрово (Петровское) присоединена к д Озерец.

## История
В XIX-начале XX века территория поселения относилась к Торопецкому уезду Псковской губернии. После ликвидации губернии в 1927 году территория поселения вошла в состав Ленинградской области в образованный Торопецкий район. В 1929—1935 гг. входила в Западную область, с 1935 года — в Калининскую область. В 1944—1957 гг. относилась к Великолукской области, с 1957 опять к Калининской области. С 1990 года входит в Тверскую область.

## Достопримечательности
На территории Кудрявцевского сельского поселения в селе Метлино находится Никольская церковь конца XVIII века, памятник общероссийского культурного наследия. В селе Рокотово расположено место гибели военного комиссара Торопецкого уезда В Т. Кудрявцева, инструктора уездного земельного отдела Семенова и военрука волости Иванова, 29.11 1918 г.

## Известные люди
В деревне Семенцево родились советские учёные, академики, братья  Ян Вольдемарович Пейве и  Александр Вольдемарович Пейве, оба Герои Социалистического Труда.